# Буа-Гійом
Буа́-Гійо́м, Буа-Ґійом (фр. Bois-Guillaume) — муніципалітет у Франції, у регіоні Нормандія, департамент Приморська Сена. Населення — 14 262 особи (01.01.2021). 
З 1 січня 2012 року об'єднався з Біорель в новий муніципалітет Буа-Гійом-Біорель, але 31 грудня 2013 року муніципалітети знову розділилися.
Муніципалітет розташований на відстані близько 115 км на північний захід від Парижа, 2 км на північ від Руана.

## Історія
До 2015 року муніципалітет перебував у складі регіону Верхня Нормандія. Від 1 січня 2016 року належить до нового об'єднаного регіону Нормандія.

## Демографія
Динаміка населення (Ehess і INSEE ):
Розподіл населення за віком та статтю (2006):
| Стать | Всього | До 15 років | 15-24 | 25-44 | 45-64 | 65-85 | Понад 85 |
| --- | ------ | ----------- | ----- | ----- | ----- | ----- | -------- |
| Чоловіки | 6049   | 1146        | 803   | 1423  | 1639  | 935   | 103      |
| Жінки | 6966   | 1206        | 692   | 1584  | 1803  | 1385  | 296      |
| \| Статево-вікова піраміда \| Статево-вікова піраміда \| Статево-вікова піраміда \| \| ----------------------- \| ----------------------- \| ----------------------- \| \| Чоловіки \| Вік \| Жінки \| \| 103 \| 85 + \| 296 \| \| 226 \| 80-84 \| 333 \| \| 246 \| 75-79 \| 371 \| \| 248 \| 70-74 \| 376 \| \| 215 \| 65-69 \| 305 \| \| 318 \| 60-64 \| 330 \| \| 469 \| 55-59 \| 529 \| \| 407 \| 50-54 \| 473 \| \| 445 \| 45-49 \| 471 \| \| 446 \| 40-44 \| 549 \| \| 360 \| 35-39 \| 377 \| \| 309 \| 30-34 \| 356 \| \| 308 \| 25-29 \| 302 \| \| 328 \| 20-24 \| 303 \| \| 475 \| 15-20 \| 389 \| \| 408 \| 10-14 \| 475 \| \| 382 \| 5-9 \| 394 \| \| 356 \| 0-4 \| 337 \| |        |             |       |       |       |       |          |
| Статево-вікова піраміда |        |             |       |       |       |       |          |
| Чоловіки | Вік    | Жінки       |       |       |       |       |          |
| 103 | 85 +   | 296         |       |       |       |       |          |
| 226 | 80-84  | 333         |       |       |       |       |          |
| 246 | 75-79  | 371         |       |       |       |       |          |
| 248 | 70-74  | 376         |       |       |       |       |          |
| 215 | 65-69  | 305         |       |       |       |       |          |
| 318 | 60-64  | 330         |       |       |       |       |          |
| 469 | 55-59  | 529         |       |       |       |       |          |
| 407 | 50-54  | 473         |       |       |       |       |          |
| 445 | 45-49  | 471         |       |       |       |       |          |
| 446 | 40-44  | 549         |       |       |       |       |          |
| 360 | 35-39  | 377         |       |       |       |       |          |
| 309 | 30-34  | 356         |       |       |       |       |          |
| 308 | 25-29  | 302         |       |       |       |       |          |
| 328 | 20-24  | 303         |       |       |       |       |          |
| 475 | 15-20  | 389         |       |       |       |       |          |
| 408 | 10-14  | 475         |       |       |       |       |          |
| 382 | 5-9    | 394         |       |       |       |       |          |
| 356 | 0-4    | 337         |       |       |       |       |          |

## Економіка
У 2007 році серед 7976 осіб у працездатному віці (15-64 років) 5678 були активні, 2298 — неактивні (показник активності 71,2%, у 1999 році було 68,5%). З 5678 активних працювали 5303 особи (2775 чоловіків та 2528 жінок), безробітних було 375 (184 чоловіки та 191 жінка). Серед 2298 неактивних 1077 осіб було учнями чи студентами, 655 — пенсіонерами, 566 були неактивними з інших причин.
У 2008 році у муніципалітеті числилось 5411 оподаткованих домогосподарств, у яких проживали 12837,5 особи, медіана доходів виносила 28 462 євро на одного особоспоживача.